# Diana Der Hovanessian
Diana Der-Hovanessian (Worcester, Massachusetts, 21 mai 1934 – 1er mars 2018), est une poétesse, traductrice et auteure arméno-américaine. Une grande partie de sa poésie repose sur l'Arménie et sa diaspora. Elle a écrit et publié plus de vingt-cinq livres.

## Biographie
Diana Der-Hovanessian est née à Worcester dans une famille arménienne. Elle étudie l'anglais à l'Université de Boston avant de poursuivre ses études à l'Université de Harvard sous la direction de Robert Lowell. Elle devient enseignante de littérature américaine à l'université d'État d'Erevan, et deux fois de suite, elle est enseigne la poésie arménienne via le Programme Fulbright.

## Carrière
Elle dirige de nombreux ateliers à l'Université de Boston, au Bard College et l'Université de Columbia, tout en étant poétesse et maîtresse de conférences sur la poésie américaine, la poésie arménienne dans la traduction et la littérature des droits de l'homme aux États-Unis et à l'étranger. Pendant plus de trente ans, elle occupe le poste de présidente du Club de poésie de la Nouvelle-Angleterre, et fait également partie du conseil d'administration du département de la traduction de l'Université de Columbia. Elle a aussi travaillé en tant que poétesse dans les écoles du Massachusetts.

## Œuvre
Trois volumes de ses poèmes ont été traduits en arménien et publiés à Erevan. Ses œuvres ont également été traduites en grec, français et roumain. Les poèmes de Diana Der Hovanessian ont été publiés dans The New York Times, The Christian Science Monitor, The Boston Globe, The Paris Review, le Writer's Almanac, le magazine AGNI, La Revue de Poésie Américaine et dans The Nation, parmi beaucoup d'autres. Sa poésie a été traduite en arménien, grec, français et roumain.

## Publications
- How to choose your past (1978)
- Come sit beside me and listen to Kouchag: Medieval Poems of Nahabed Kouchag (1984)
- About time: poems (1987)
- Songs of bread, songs of salt (1990)
- Selected Poems (1994)
- The Circle Dancers (1996)
- Any Day Now : poems (1999)
- The Burning Glass : poems (2002)
- The Other Voice: Armenian Women's Poetry Through the Ages (2005)
- The Second Question : poems (2007)
- Dancing at the monastery : poems (2011)

## Récompenses
Diana Der-Hovanessian a reçu les récompenses suivantes :
- Médaille d'or du Ministère de la Culture de l'Arménie
- Prix de traduction Mesrob Mashtots (2003)
- Médaille de La Bibliothèque Nationale d'Arménie
- Prix de l'Union des Écrivains Arméniens
- PLUME d'OR du PEN-New England
- Prix de l'Union des Écrivains Nationaux
- Prix National de Dotation pour les Arts (1993)
- Médaille Saint Sahag
- Prix Paterson
- Prix de publication du Forum international de la poésie
- Prix de publication QRL Colladay
- Prix décernés par American Scholar et Prairie Schooner
- Prix de traduction PEN / Columbia
- Prix Anahid du Centre arménien de l'Université de Columbia
- Le prix de la paix de Barcelone
- Prix de traduction Armand Erpf
- Prix des anciens étudiants de l'Université de Boston
- Prix de poésie lyrique Mary Caroline Davies de la Poetry Society of America
- Prix Gretchen Warren du Club de poésie de la Nouvelle-Angleterre
- De nombreux prix de l'Ordre Mondial des Poètes Narratifs